# تصفيات كأس أوروبا للشباب لكرة القدم 2011 - المجموعة الأولى
هذا جدول يبيين كل الترشحات لكاس العالم لهذا العام 
ترتيب ونتائج المجموعة الأولى من تصفيات كأس أوروبا للشباب لكرة القدم 2011.

## المباريات
| رومانيا                                   | 2 – 0 | أندورا |
| ----------------------------------------- | ----- | ------ |
| Gângioveanu 63' (ركلة.) · ليفيو جانيا 73' | تقرير | 23     |

| روسيا                                                                       | 4 – 0 | أندورا |
| --------------------------------------------------------------------------- | ----- | ------ |
| ألكسي يونوف 14' · Ryzhov 21' · بافيل ماماييف 33' (ركلة.) · أنطون كوزلوف 88' | تقرير |        |

| لاتفيا                                                              | 4 – 0 | أندورا |
| ------------------------------------------------------------------- | ----- | ------ |
| Gauračs 42' (ركلة.) · Rudņevs 71' · ريتفارز روغينز 74' · Žuļevs 90' | تقرير |        |

| جزر فارو | 0 – 4 | رومانيا                                                      |
| -------- | ----- | ------------------------------------------------------------ |
|          | تقرير | 14'، 56' راؤول روسيسكو · 36' Gângioveanu · 67' غابرييل تورجي |

| جزر فارو                | 1 – 0 | روسيا |
| ----------------------- | ----- | ----- |
| يوان سيمون إدموندسون 1' | تقرير |       |

| أندورا | 0 – 2 | رومانيا                                       |
| ------ | ----- | --------------------------------------------- |
|        | تقرير | 8' (ركلة.) فاليريكا غامان · 64' غابرييل تورجي |

| مولدوفا           | 1 – 0 | لاتفيا |
| ----------------- | ----- | ------ |
| أرتور إيونيتا 59' | تقرير |        |

| جزر فارو     | 1 – 1 | مولدوفا       |
| ------------ | ----- | ------------- |
| Jacobsen 36' | تقرير | 24' سيدورينكو |

| لاتفيا | 0 – 4 | روسيا                                                                    |
| ------ | ----- | ------------------------------------------------------------------------ |
|        | تقرير | 17' (ه.ذ.) Kazura · 28' بافل ياوفليف · 48' Ryzhov · 54' ايجور غورباتينكو |

| أندورا | 0 – 4 | روسيا                                                               |
| ------ | ----- | ------------------------------------------------------------------- |
|        | تقرير | 17' ايجور غورباتينكو · 26' Ryzhov · 47' فيودور سمولوف · 84' Gatagov |

| رومانيا                                | 3 – 0 | مولدوفا |
| -------------------------------------- | ----- | ------- |
| غابرييل تورجي 12'، 48' · Ochiroşii 15' | تقرير |         |

| جزر فارو    | 1 – 3 | لاتفيا               |
| ----------- | ----- | -------------------- |
| Poulsen 38' | تقرير | 1'، 20'، 44' Gauračs |

| لاتفيا                                   | 5 – 1 | رومانيا                     |
| ---------------------------------------- | ----- | --------------------------- |
| Rudņevs 30'، 85' · Gauračs 39'، 63'، 66' | تقرير | 90+5' (ركلة.) غابرييل تورجي |

| روسيا                                | 2 – 0 | جزر فارو |
| ------------------------------------ | ----- | -------- |
| Ryzhov 21' · أليكساندر سالوجين 90+2' | تقرير |          |

| مولدوفا            | 1 – 0 | أندورا |
| ------------------ | ----- | ------ |
| دوميترو بوغدان 42' | تقرير |        |

| رومانيا                                                   | 3 – 0 | جزر فارو |
| --------------------------------------------------------- | ----- | -------- |
| ايريك بيكفالفي 5' · ليفيو جانيا 39' · أندريه إيونيسكو 58' | تقرير |          |

| روسيا                           | 3 – 1 | مولدوفا      |
| ------------------------------- | ----- | ------------ |
| Kokorin 5'، 41' · Balyaikin 38' | تقرير | 62' Vornisel |

| رومانيا                                              | 4 – 1 | لاتفيا             |
| ---------------------------------------------------- | ----- | ------------------ |
| Sburlea 10' · ميهاي كوستيا 28' · Papp 43' · Hora 82' | تقرير | 90' إيغور تاراسوفس |

| مولدوفا | 0 – 3 | روسيا                                                   |
| ------- | ----- | ------------------------------------------------------- |
|         | تقرير | 17' Balyaikin · 28' بافيل ماماييف · 89' (ركلة.) Gatagov |

| لاتفيا | 0 – 1 | جزر فارو                 |
| ------ | ----- | ------------------------ |
|        | تقرير | 55' يوان سيمون إدموندسون |

| أندورا      | 1 – 1 | جزر فارو                 |
| ----------- | ----- | ------------------------ |
| Madeira 51' | تقرير | 32' يوان سيمون إدموندسون |

| أندورا            | 1 – 3 | مولدوفا                                 |
| ----------------- | ----- | --------------------------------------- |
| كزافييه فييرا 62' | تقرير | 10' Pătraş · 11'، 45' ألييكساندرو ديدوف |

| روسيا                 | 2 – 1 | لاتفيا              |
| --------------------- | ----- | ------------------- |
| أرتيم دزيوبا 18'، 65' | تقرير | 55' (ركلة.) Turkovs |

| مولدوفا | 0 – 1 | رومانيا                 |
| ------- | ----- | ----------------------- |
|         | تقرير | 23' (ركلة.) ليفيو جانيا |

| جزر فارو                                       | 3 – 1 | أندورا          |
| ---------------------------------------------- | ----- | --------------- |
| Kamban 51' · Baldvinsson 74' · K. Jacobsen 89' | تقرير | 29' لويس بلانكو |

| رومانيا                                     | 3 – 0 | روسيا |
| ------------------------------------------- | ----- | ----- |
| ايريك بيكفالفي 27' · Sburlea 37' · Hora 86' | تقرير |       |

| أندورا | ضد | لاتفيا |
| ------ | -- | ------ |
|        |    |        |

| مولدوفا | ضد | جزر فارو |
| ------- | -- | -------- |
|         |    |          |

| روسيا | ضد | رومانيا |
| ----- | -- | ------- |
|       |    |         |

| لاتفيا | ضد | مولدوفا |
| ------ | -- | ------- |
|        |    |         |